# Пояна-Фагулуй
Пояна-Фагулуй (рум. Poiana Fagului) — село у повіті Харгіта в Румунії. Входить до складу комуни Лунка-де-Жос.
Село розташоване на відстані 245 км на північ від Бухареста, 32 км на північ від М'єркуря-Чука, 136 км на південний захід від Ясс, 112 км на північ від Брашова.

## Населення
За даними перепису населення 2002 року у селі проживали 264 особи, з них 262 особи (99,2%) угорців. Рідною мовою 262 особи (99,2%) назвали угорську.